# قائمة أعضاء مجلس النواب العراقي - الدورة الثامنة
هذه قائمة أعضاء مجلس النواب العراقي - الدورة الثامنة بعد انتخابات 1937، اختير الأعضاء من خلال الانتخابات التي جرت يوم 18 كانون الأول 1937، وفي هذه الانتخابات اختير 108 نائبا. جرت هذه الانتخابات بعد مقتل بكر صدقي واستقالة حكومة حكمت سليمان.

## لواء أربيل
| التسلسل | الاسم           | الملاحظات              |
| ------- | --------------- | ---------------------- |
| 1       | أحمد محمد علي   | -                      |
| 2       | محمد علي محمود  | نائب في الدورة الماضية |
| 3       | جمال رشيد بابان | -                      |
| 4       | عطا الله        | -                      |
| 5       | خضر دزه ي       | -                      |
| 6       | جميل كردي       | -                      |
| 7       | الشيخ محمد بالك | -                      |

## لواء البصرة
| التسلسل | الاسم                  | الملاحظات                                      |
| ------- | ---------------------- | ---------------------------------------------- |
| 1       | حامد النقيب            | نائب في الدورات الخمسة الماضية                 |
| 2       | محمود النعمة           | -                                              |
| 3       | عبود الملاك            | -                                              |
| 4       | صالح باش أعيان         | صار عينا، ولم يأخذ أحد مقعده في المجلس النيابي |
| 5       | عبد الكريم السعدون     | نائب في الدورة الماضية                         |
| 6       | محمد سعيد العبد الواحد | -                                              |
| 7       | مصطفى المفتي           | توفي، ولم يأخذ أحد مقعده في المجلس النيابي     |
| 8       | حسك المبارك            | -                                              |
| 9       | توفيق السمعاني         | -                                              |
| 10      | عبد النبي مير معلم     | -                                              |

## لواء بغداد
| التسلسل | الاسم               | الملاحظات                       |
| ------- | ------------------- | ------------------------------- |
| 1       | إبراهيم حييم        | نائب في الدورات الخمسة الماضية  |
| 2       | توفيق السويدي       | -                               |
| 3       | إبراهيم كمال        | -                               |
| 4       | مولود مخلص          |                                 |
| 5       | عباس مهدي           | -                               |
| 6       | عبد الحليم الحافاتي | -                               |
| 7       | حمدي الباجه جي      | -                               |
| 8       | طه الهاشمي          | -                               |
| 9       | طاهر سليم           | -                               |
| 10      | محمد مهدي كبة       |                                 |
| 11      | عبد الله مؤيد       |                                 |
| 12      | علي الدليمي         |                                 |
| 13      | سليم حسون           | -                               |
| 14      | عزرا العاني         | -                               |
| 14      | مظهر الشاوي         | كان نائبا في الدورة الماضية     |
| 14      | محمود رامز السعدون  | كان نائبا في الدورتين الماضيتين |

## لواء الحلة
| التسلسل | الاسم              | الملاحظات                              |
| ------- | ------------------ | -------------------------------------- |
| 1       | سلمان البراك       | كان نائبا في جميع الدورات الستة الأولى |
| 2       | دوهان الحسن        | -                                      |
| 3       | عمران الحاج سعدون  | كان نائبا في الدورة الماضية            |
| 4       | إبراهيم الواعظ     | -                                      |
| 5       | عبد المحسن الجريان | كان نائبا في الدورة الماضية            |
| 6       | عبد الهادي الظاهر  | -                                      |

## لواء الدليم
| التسلسل | الاسم         | الملاحظات                                 |
| ------- | ------------- | ----------------------------------------- |
| 1       | خميس ضاري     | نائب في الدورات الأربعة الماضية           |
| 2       | مشحن الحردان  | نائب في الدورتين الماضيتين                |
| 3       | نجيب الراوي   | كان نائبا في الدورة الماضية عن لواء الحلة |
| 4       | معروف الرصافي | نائب في الدورتين الماضيتين                |
| 5       | كمال السنوي   | كان نائبا في الدورة الماضية               |

## لواء ديالى
| التسلسل | الاسم                    | الملاحظات              |
| ------- | ------------------------ | ---------------------- |
| 1       | حمدي صدر الدين           | -                      |
| 2       | الحاج سري                | -                      |
| 3       | مصطفى عاصم اسماعيل       | -                      |
| 4       | عبد الهادي محمد الدامرجي | -                      |
| 5       | عبد الوهاب الطالباني     | نائب في الدورة الماضية |
| 6       | عز الدين النقيب          | -                      |
| 7       | علي العبد اللطيف         | -                      |

## لواء الديوانية
| التسلسل | الاسم                     | الملاحظات                       |
| ------- | ------------------------- | ------------------------------- |
| 1       | مرزوك العواد              | نائب في الدورات الثلاثة الماضية |
| 2       | رايح العطية               | نائب في الدورة الماضية          |
| 3       | رستم حيدر                 | -                               |
| 4       | سلمان العبطان             | -                               |
| 5       | صلال الفاضل               | -                               |
| 6       | موجد الشعلان              | نائب في الدورة الماضية          |
| 7       | خوام العبد العباس الفرهود | -                               |
| 8       | عزارة آل معجون            | -                               |
| 9       | حسين مكوطر                | -                               |
| 10      | حسين النقيب               | -                               |
| 11      | تكليف مبدر الفرعون        | نائب في الدورة الماضية          |
| 12      | محمود الساجت              | -                               |
| 13      | داخل الشعلان              | نائب في الدورة الماضية          |

## لواء السليمانية
| التسلسل | الاسم              | الملاحظات                      |
| ------- | ------------------ | ------------------------------ |
| 1       | مرزا فرج           | -                              |
| 2       | عزت عثمان          | -                              |
| 3       | محمد صالح محمد علي | نائب في الدورات السبعة الماضية |
| 4       | محمد أمين زكي      | -                              |
| 5       | رؤوف الشيخ محمود   | -                              |
| 6       | صبري الحاج علي     | نائب في الدورة الماضية         |

## لواء العمارة
| التسلسل | الاسم            | الملاحظات                  |
| ------- | ---------------- | -------------------------- |
| 1       | محمد العريبي     | -                          |
| 2       | شواي الفهد       | نائب في الدورة الماضية     |
| 3       | قاسم الخضيري     | نائب في الدورتين الماضيتين |
| 4       | شبيب المزبان     | -                          |
| 5       | عبد الرزاق منير  | -                          |
| 6       | عبد الوهاب محمود | -                          |
| 7       | موسى الشابندر    | -                          |

## لواء كربلاء
| التسلسل | الاسم            | الملاحظات |
| ------- | ---------------- | --------- |
| 1       | عثمان العلوان    | -         |
| 2       | حسين الظاهر      | -         |
| 3       | السيد كاظم سلمان | -         |

## لواء كركوك
| التسلسل | الاسم                | الملاحظات                            |
| ------- | -------------------- | ------------------------------------ |
| 1       | عبد الوهاب الطالباني | نائب في الدورة الماضية عن لواء ديالى |
| 2       | أحمد اليعقوبي        | -                                    |
| 3       | جميل بابان           | -                                    |
| 4       | عاصي العلي           | نائب في الدورة الماضية               |
| 5       | أحمد أغا             | نائب في الدورة الماضية               |
| 6       | حسين أغا النفطجي     | نائب في الدورة الماضية               |

## لواء الكوت
| التسلسل | الاسم                  | الملاحظات                         |
| ------- | ---------------------- | --------------------------------- |
| 1       | أحمد حالت              | نائب في جميع الدورات الستة الأولى |
| 2       | داود عبد اللطيف السعدي | -                                 |
| 3       | عبد الله الياسين       | نائب في الدورتين الماضيتين        |
| 4       | عبد الغفور البدري      | -                                 |
| 5       | صادق البصام            | -                                 |

## لواء المنتفق
| التسلسل | الاسم               | الملاحظات                       |
| ------- | ------------------- | ------------------------------- |
| 1       | عبد المهدي المنتفجي | نائب في دورات سابقة             |
| 2       | طالب محمد علي       | -                               |
| 3       | منشد الحبيب         | -                               |
| 4       | محمد باقر الشبيبي   | نائب في الدورتين الماضيتين      |
| 5       | خيون العبيد         | نائب في الدورات الأربعة الماضية |
| 6       | محمد حسن حيدر       | نائب في الدورة الماضية          |
| 7       | عبد الغني حمادي     | -                               |
| 8       | يوسف المنصور        | -                               |
| 9       | محمد الشلال         | -                               |
| 10      | فرهود الفندي        | نائب في الدورة الماضية          |

## لواء الموصل
| التسلسل | الاسم                | الملاحظات              |
| ------- | -------------------- | ---------------------- |
| 1       | أمجد العمري          | نائب في الدورة الماضية |
| 2       | إبراهيم عطار باشي    | -                      |
| 3       | ياسين العريبي        | -                      |
| 4       | علي خيري الإمام      | -                      |
| 5       | هبة الله المفتي      | -                      |
| 6       | محمود سليمان         | -                      |
| 7       | إبراهيم داود ناحوم   | -                      |
| 8       | أحمد الجليلي         | -                      |
| 9       | حميدي الفرحان        | -                      |
| 10      | طاهر الصابونجي       | -                      |
| 11      | محمود الملاح         | -                      |
| 12      | عبد الأحد عبد النور  | -                      |
| 13      | غياث الدين النقشبندي | -                      |
| 14      | رؤوف اللوس           | نائب في الدورة الماضية |
| 15      | فارس الزيباري        | نائب في الدورة الماضية |